# Lugan, Tarn
Lugan är en kommun i departementet Tarn i regionen Occitanien i södra Frankrike. Kommunen ligger i kantonen Lavaur som tillhör arrondissementet Castres. År 2022 hade Lugan 420 invånare.

## Befolkningsutveckling
Antalet invånare i kommunen Lugan
| Referens: INSEE |